# 高校野球地方大会の記録 (北海道勢)
秋季北海道高等学校野球大会・春季北海道高等学校野球大会・全国高等学校野球選手権南北海道大会・全国高等学校野球選手権北北海道大会における成績について記す（秋季北海道高等学校野球大会で優勝すると明治神宮野球大会・選抜高等学校野球大会に出場でき、全国高等学校野球選手権南北海道大会・全国高等学校野球選手権北北海道大会で優勝すると全国高等学校野球選手権大会に出場できる）。

## 大会結果

### 最多優勝校
| 地区   | 秋季北海道高等学校野球大会 | 春季北海道高等学校野球大会 | 全国高等学校野球選手権南北海道大会 全国高等学校野球選手権北北海道大会 |
| ------ | --- | --- | --- |
| 北海道 | 北海（札幌：12回） 北照（小樽：5回） 函館大有斗（函館：6回） 駒大苫小牧（室蘭：5回） 旭川龍谷（旭川：2回） なし（名寄：0回） 釧路江南（釧根：1回） 白樺学園（十勝：1回） 北見北斗・網走南ヶ丘（北見：1回） 駒大岩見沢（空知：8回） | 北海（札幌：11回） 北照（小樽：4回） 函館大有斗（函館：3回） 駒大苫小牧（室蘭：6回） 旭川龍谷・旭川東（旭川：1回） 稚内大谷（名寄：1回） なし（釧根：0回） 帯広北（十勝：1回） 北見柏陽（北見：1回） 駒大岩見沢（空知：4回）        | 北海（札幌：39回） 北照（小樽：5回） 函館大有斗（函館：7回） 駒大苫小牧（室蘭：7回） 旭川大（旭川：9回） なし（名寄：0回） 釧路江南（釧根：4回） 帯広三条（十勝：5回） 北見柏陽・北見工・網走南ヶ丘（北見：1回） 駒大岩見沢（空知：4回） |
| 支部   | 北海（札幌：40回） 北照（小樽：39回） 函館大有斗（函館：36回） 北海道大谷（室蘭：21回） 旭川大（旭川：17回） 稚内大谷（名寄：31回） 釧路江南（釧根：20回） 白樺学園（十勝：19回） 北見柏陽（北見：18回） 駒大岩見沢（空知：32回）  | 北海（札幌：37回） 北照（小樽：35回） 函館大有斗（函館：35回） 北海道大谷（室蘭：21回） 旭川龍谷（旭川：15回） 稚内大谷（名寄：27回） 釧路湖陵（釧根：12回） 白樺学園（十勝：14回） 北見柏陽（北見：17回） 駒大岩見沢（空知：30回） | 北海（札幌：43回） 北照（小樽：46回） 函館大有斗（函館：46回） 北海道大谷（室蘭：33回） 旭川龍谷（旭川：34回） 稚内大谷（名寄：33回） 釧路湖陵（釧根：37回） 帯広三条（十勝：31回） 北見柏陽（北見：34回） 駒大岩見沢（空知：33回）      |

### 歴代優勝校
| 年度          | 秋季北海道高等学校野球大会 | 春季北海道高等学校野球大会         | 全国高等学校野球選手権南北海道大会 全国高等学校野球選手権北北海道大会                                                                                 |
| ------------- | -------------------------- | ---------------------------------- | --- |
| 1914年-1915年 | -                          | -                                  | 秋田中（秋田） |
| 1915年-1916年 | -                          | -                                  | 一関中（岩手） |
| 1916年-1917年 | -                          | -                                  | 盛岡中（岩手） |
| 1917年-1918年 | -                          | -                                  | 一関中（岩手） |
| 1918年-1919年 | -                          | -                                  | 盛岡中（岩手） |
| 1919年-1920年 | -                          | -                                  | 北海中（初優勝） |
| 1920年-1921年 | -                          | -                                  | 函館中（初優勝） |
| 1921年-1922年 | -                          | -                                  | 北海中（2年ぶり2回目） |
| 1922年-1923年 | -                          | -                                  | 函館商（初優勝） |
| 1923年-1924年 | -                          | -                                  | 北海中（2年ぶり3回目） |
| 1924年-1925年 | -                          | -                                  | 北海中（2年連続4回目） |
| 1925年-1926年 | -                          | -                                  | 旭川商（初優勝） |
| 1926年-1927年 | -                          | -                                  | 札幌一中（初優勝） |
| 1927年-1928年 | -                          | -                                  | 北海中（3年ぶり5回目） |
| 1928年-1929年 | -                          | -                                  | 北海中（2年連続6回目） |
| 1929年-1930年 | -                          | -                                  | 北海中（3年連続7回目） |
| 1930年-1931年 | -                          | -                                  | 札幌商（初優勝） |
| 1931年-1932年 | -                          | -                                  | 北海中（2年ぶり8回目） |
| 1932年-1933年 | -                          | -                                  | 北海中（2年連続9回目） |
| 1933年-1934年 | -                          | -                                  | 札幌商（3年ぶり2回目） |
| 1934年-1935年 | -                          | -                                  | 北海中（2年ぶり10回目） |
| 1935年-1936年 | -                          | -                                  | 北海中（2年連続11回目） |
| 1936年-1937年 | -                          | -                                  | 北海中（3年連続12回目） |
| 1937年-1938年 | -                          | -                                  | 北海中（4年連続13回目） |
| 1938年-1939年 | -                          | -                                  | 札幌一中（12年ぶり2回目） |
| 1939年-1940年 | -                          | -                                  | 北海中（2年ぶり14回目） |
| 1940年-1941年 | -                          | -                                  | 戦争激化のため北海道中等学校錬成野球大会開催（優勝校は北海中）                                                                                        |
| 1941年-1942年 | -                          | -                                  | 戦争激化のため中止（優勝校はなし） |
| 1942年-1943年 | -                          | -                                  | 戦争激化のため中止（優勝校はなし） |
| 1943年-1944年 | -                          | -                                  | 戦争激化のため中止（優勝校はなし） |
| 1944年-1945年 | -                          | -                                  | 戦争激化のため中止（優勝校はなし） |
| 1945年-1946年 | -                          | -                                  | 函館中（14年ぶり2回目） |
| 1946年-1947年 | -                          | -                                  | 函館工（初優勝） |
| 1947年-1948年 | -                          | -                                  | 函館工（2年連続2回目） |
| 1948年-1949年 | 函館工（初優勝）           | -                                  | 帯広（初優勝） |
| 1949年-1950年 | 函館市立（初優勝）         | -                                  | 北海（10年ぶり15回目） |
| 1950年-1951年 | 函館東（2年連続2回目）     | -                                  | 北海（2年連続16回目） |
| 1951年-1952年 | 函館西（初優勝）           | -                                  | 函館西（初優勝） |
| 1952年-1953年 | 北海（初優勝）             | -                                  | 北海（2年ぶり17回目） |
| 1953年-1954年 | 北海（2年連続2回目）       | -                                  | 北海（2年連続18回目） |
| 1954年-1955年 | 北見北斗（初優勝）         | -                                  | 芦別（初優勝） |
| 1955年-1956年 | 苫小牧工（初優勝）         | -                                  | 北海（2年ぶり19回目） |
| 1956年-1957年 | 苫小牧東（初優勝）         | -                                  | 函館工（7年ぶり3回目） |
| 1957年-1958年 | 函館工（9年ぶり2回目）     | -                                  | 札幌商（24年ぶり3回目） |
| 1958年-1959年 | 苫小牧工（3年ぶり2回目）   | -                                  | 苫小牧東（初優勝） 帯広三条（初優勝） |
| 1959年-1960年 | 北海（6年ぶり3回目）       | -                                  | 北海（4年ぶり20回目） 旭川北（初優勝） |
| 1960年-1961年 | 北海（2年連続4回目）       | -                                  | 札幌商（3年ぶり4回目） 釧路江南（初優勝） |
| 1961年-1962年 | 北海（3年連続5回目）       | 北海（初優勝）                     | 北海（2年ぶり21回目） 帯広三条（3年ぶり2回目） |
| 1962年-1963年 | 北海（4年連続6回目）       | 北海（2年連続2回目）               | 函館工（6年ぶり4回目） 釧路商（初優勝） |
| 1963年-1964年 | 北海（5年連続7回目）       | 北海（3年連続3回目）               | 北海（2年ぶり22回目） 旭川南（初優勝） |
| 1964年-1965年 | 苫小牧東（8年ぶり2回目）   | 北海（4年連続4回目）               | 北海（2年連続23回目） 帯広三条（3年ぶり3回目） |
| 1965年-1966年 | 室蘭工（2年連続4回目）     | 赤平西（初優勝）                   | 駒大苫小牧（初優勝） 釧路江南（5年ぶり2回目） |
| 1966年-1967年 | 札幌光星（初優勝）         | 苫小牧工（初優勝）                 | 北海（2年ぶり24回目） 網走南ヶ丘（初優勝） |
| 1967年-1968年 | 苫小牧東（3年ぶり3回目）   | 北海（3年ぶり5回目）               | 北海（2年連続25回目） 北日本学院（初優勝） |
| 1968年-1969年 | 釧路第一（初優勝）         | 北見柏陽（初優勝）                 | 三笠（初優勝） 芦別工（初優勝） |
| 1969年-1970年 | 網走南ヶ丘（初優勝）       | 旭川東（初優勝）                   | 北海（2年ぶり26回目） 北見柏陽（初優勝） |
| 1970年-1971年 | 北海（7年ぶり8回目）       | 北海（3年ぶり6回目）               | 北海（2年連続27回目） 留萌（初優勝） |
| 1971年-1972年 | 苫小牧工（13年ぶり3回目）  | 函館有斗（初優勝）                 | 苫小牧工（初優勝） 北見工（初優勝） |
| 1972年-1973年 | 函館有斗（初優勝）         | 北海（2年ぶり7回目）               | 札幌商（12年ぶり5回目） 旭川竜谷（初優勝） |
| 1973年-1974年 | 函館有斗（2年連続2回目）   | 苫小牧工（7年ぶり2回目）           | 函館有斗（初優勝） 旭川竜谷（2年連続2回目） |
| 1974年-1975年 | 札幌商（初優勝）           | 札幌商（初優勝）                   | 北海道日大（初優勝） 旭川竜谷（3年連続3回目） |
| 1975年-1976年 | 札幌商（2年連続2回目）     | 東海大四（初優勝）                 | 東海大四（初優勝） 釧路江南（10年ぶり3回目） |
| 1976年-1977年 | 北海道日大高（初優勝）     | 室蘭大谷（初優勝）                 | 札幌商（4年ぶり6回目） 釧路江南（2年連続4回目） |
| 1977年-1978年 | 東海大四（初優勝）         | 東海大四（2年連続2回目）           | 東海大四（2年ぶり2回目） 旭川竜谷（3年ぶり4回目） |
| 1978年-1979年 | 室蘭大谷（初優勝）         | 旭川竜谷（初優勝）                 | 札幌商（2年ぶり7回目） 釧路工（初優勝） |
| 1979年-1980年 | 東海大四（2年ぶり2回目）   | 室蘭大谷（3年ぶり2回目）           | 札幌商（2年連続8回目） 旭川大高（12年ぶり2回目） |
| 1980年-1981年 | 北海道日大（4年ぶり2回目） | 東海大四（3年ぶり3回目）           | 函館有斗（7年ぶり2回目） 帯広工（初優勝） |
| 1981年-1982年 | 北海（11年ぶり9回目）      | 北海道工（初優勝）                 | 函館有斗（2年連続3回目） 帯広農（初優勝） |
| 1982年-1983年 | 駒大岩見沢（初優勝）       | 駒大岩見沢（初優勝）               | 駒大岩見沢（初優勝） 旭川竜谷（5年ぶり5回目） |
| 1983年-1984年 | 函館有斗（10年ぶり3回目）  | 室蘭大谷（4年ぶり3回目）           | 北海（13年ぶり28回目） 広尾（初優勝） |
| 1984年-1985年 | 駒大岩見沢（2年ぶり2回目） | 東海大四（4年ぶり4回目）           | 函館有斗（4年ぶり4回目） 旭川竜谷（2年ぶり6回目） |
| 1985年-1986年 | 函館有斗（2年ぶり4回目）   | 函館工（初優勝）                   | 東海大四（8年ぶり3回目） 帯広三条（21年ぶり4回目） |
| 1986年-1987年 | 旭川竜谷（初優勝）         | 帯広北（初優勝）                   | 函館有斗（2年ぶり5回目） 帯広北（初優勝） |
| 1987年-1988年 | 函館有斗（2年ぶり5回目）   | 函館有斗（16年ぶり2回目）          | 札幌開成（初優勝） 滝川西（初優勝） |
| 1988年-1989年 | 東海大四（9年ぶり3回目）   | 稚内大谷（初優勝）                 | 北海（5年ぶり29回目） 帯広北（2年ぶり2回目） |
| 1989年-1990年 | 駒大岩見沢（5年ぶり3回目） | 札幌第一（初優勝）                 | 函館大有斗（3年ぶり6回目） 中標津（初優勝） |
| 1990年-1991年 | 旭川竜谷（4年ぶり2回目）   | 北海道桜丘（初優勝）               | 北照（初優勝） 旭川工（初優勝） |
| 1991年-1992年 | 駒大岩見沢（2年ぶり4回目） | 駒大岩見沢（9年ぶり2回目）         | 北海（3年ぶり30回目） 砂川北（初優勝） |
| 1992年-1993年 | 駒大岩見沢（2年連続5回目） | 東海大四（8年ぶり5回目）           | 東海大四（7年ぶり4回目） 旭川大（13年ぶり3回目） |
| 1993年-1994年 | 滝川西（初優勝）           | 東海大四（2年連続6回目）           | 北海（2年ぶり31回目） 砂川北（2年ぶり2回目） |
| 1994年-1995年 | 北海（13年ぶり10回目）     | 東海大四（3年連続7回目）           | 北海道工（初優勝） 旭川実（初優勝） |
| 1995年-1996年 | 駒大岩見沢（3年ぶり6回目） | 苫小牧工（22年ぶり3回目）          | 北海（2年ぶり32回目） 旭川工（5年ぶり2回目） |
| 1996年-1997年 | 函館大有斗（9年ぶり6回目） | 北照（初優勝）                     | 函館大有斗（7年ぶり7回目） 旭川大（4年ぶり4回目） |
| 1997年-1998年 | 北照（初優勝）             | 東海大四（3年ぶり8回目）           | 駒大岩見沢（15年ぶり2回目） 滝川西（10年ぶり2回目）                                                                                                   |
| 1998年-1999年 | 駒大岩見沢（3年ぶり7回目） | 駒大岩見沢（7年ぶり3回目）         | 北海（3年ぶり33回目） 旭川実（4年ぶり2回目） |
| 1999年-2000年 | 北照（2年ぶり2回目）       | 北照（3年ぶり2回目）               | 札幌南（61年ぶり3回目） 旭川大高（3年ぶり5回目） |
| 2000年-2001年 | 東海大四（12年ぶり4回目）  | 北海（28年ぶり8回目）              | 駒大苫小牧（35年ぶり2回目） 帯広三条（15年ぶり5回目）                                                                                                 |
| 2001年-2002年 | 札幌日大高（初優勝）       | 駒大岩見沢（3年ぶり4回目）         | 札幌第一（初優勝） 旭川工（6年ぶり3回目） |
| 2002年-2003年 | 駒大苫小牧（初優勝）       | 尚志学園（21年ぶり2回目）          | 駒大苫小牧（2年ぶり3回目） 旭川大（3年ぶり6回目） |
| 2003年-2004年 | 鵡川（初優勝）             | 駒大苫小牧（初優勝）               | 駒大苫小牧（2年連続4回目） 旭川北（44年ぶり2回目） |
| 2004年-2005年 | 駒大苫小牧（2年ぶり2回目） | 北照（5年ぶり3回目）               | 駒大苫小牧（3年連続5回目） 旭川工（3年ぶり4回目） |
| 2005年-2006年 | 駒大苫小牧（2年連続3回目） | 駒大苫小牧（2年ぶり2回目）         | 駒大苫小牧（4年連続6回目） 白樺学園（初優勝） |
| 2006年-2007年 | 旭川南（初優勝）           | 駒大苫小牧（2年連続3回目）         | 駒大苫小牧（5年連続7回目） 駒大岩見沢（9年ぶり3回目）                                                                                                 |
| 2007年-2008年 | 駒大岩見沢（9年ぶり8回目） | 東海大四（10年ぶり9回目）          | 北海（9年ぶり34回目） 駒大岩見沢（2年連続4回目） |
| 2008年-2009年 | 鵡川（5年ぶり2回目）       | 立命館慶祥（初優勝）               | 札幌第一（7年ぶり2回目） 旭川大（6年ぶり7回目） |
| 2009年-2010年 | 北照（10年ぶり3回目）      | 北海（9年ぶり9回目）               | 北照（19年ぶり2回目） 旭川実（11年ぶり3回目） |
| 2010年-2011年 | 北海（16年ぶり11回目）     | 函館大有斗（23年ぶり3回目）        | 北海（3年ぶり35回目） 白樺学園（5年ぶり2回目） |
| 2011年-2012年 | 北照（2年ぶり4回目）       | 北海（2年ぶり10回目）              | 札幌第一（3年ぶり3回目） 旭川工（7年ぶり5回目） |
| 2012年-2013年 | 北照（2年連続5回目）       | 駒大苫小牧（6年ぶり4回目）         | 北照（3年ぶり3回目） 帯広大谷（初優勝） |
| 2013年-2014年 | 駒大苫小牧（8年ぶり4回目） | 北照（9年ぶり4回目）               | 東海大四（21年ぶり5回目） 武修館（初優勝） |
| 2014年-2015年 | 東海大四（14年ぶり5回目）  | 北海（3年ぶり11回目）              | 北海（4年ぶり36回目） 白樺学園（4年ぶり3回目） |
| 2015年-2016年 | 札幌第一（初優勝）         | 札幌大谷（初優勝）                 | 北海（2年連続37回目） クラーク国際（初優勝） |
| 2016年-2017年 | 札幌第一（2年連続2回目）   | 駒大苫小牧（4年ぶり5回目）         | 北海（3年連続38回目） 滝川西（19年ぶり3回目） |
| 2017年-2018年 | 駒大苫小牧（4年ぶり5回目） | 札幌第一（28年ぶり2回目）          | 北照（5年ぶり4回目） 旭川大高（9年ぶり8回目） |
| 2018年-2019年 | 札幌大谷（初優勝）         | 駒大苫小牧（2年ぶり6回目）         | 北照（2年連続5回目） 旭川大（2年連続9回目） |
| 2019年-2020年 | 白樺学園（初優勝）         | コロナ禍のため中止（優勝校はなし） | コロナ禍のため夏季北海道高等学校南北海道野球大会開催（優勝校は札幌第一） コロナ禍のため夏季北海道高等学校野球北北海道大会開催（優勝校はクラーク国際） |
| 2020年-2021年 | 北海（10年ぶり12回目）     | 札幌日大（初優勝）                 | 北海（4年ぶり39回目） 帯広農（39年ぶり2回目） |